# کولیدر
کولیدر (به پرتغالی: Colíder) یک منطقهٔ مسکونی در برزیل است که در ماتو گروسو واقع شده‌است. کولیدر ۳۳٬۶۴۹ نفر جمعیت دارد.